# أنتوني إتش. وليامز
أنتوني إتش. وليامز هو سياسي أمريكي، ولد في 28 فبراير 1957. نشط حزبياً في الحزب الديمقراطي. وقد انتخب عضو مجلس ولاية بنسيلفانيا ‏ وانتخب عضو مجلس نواب بنسيلفانيا ‏.